# René Fourrey
Pour les articles homonymes, voir Fourrey.

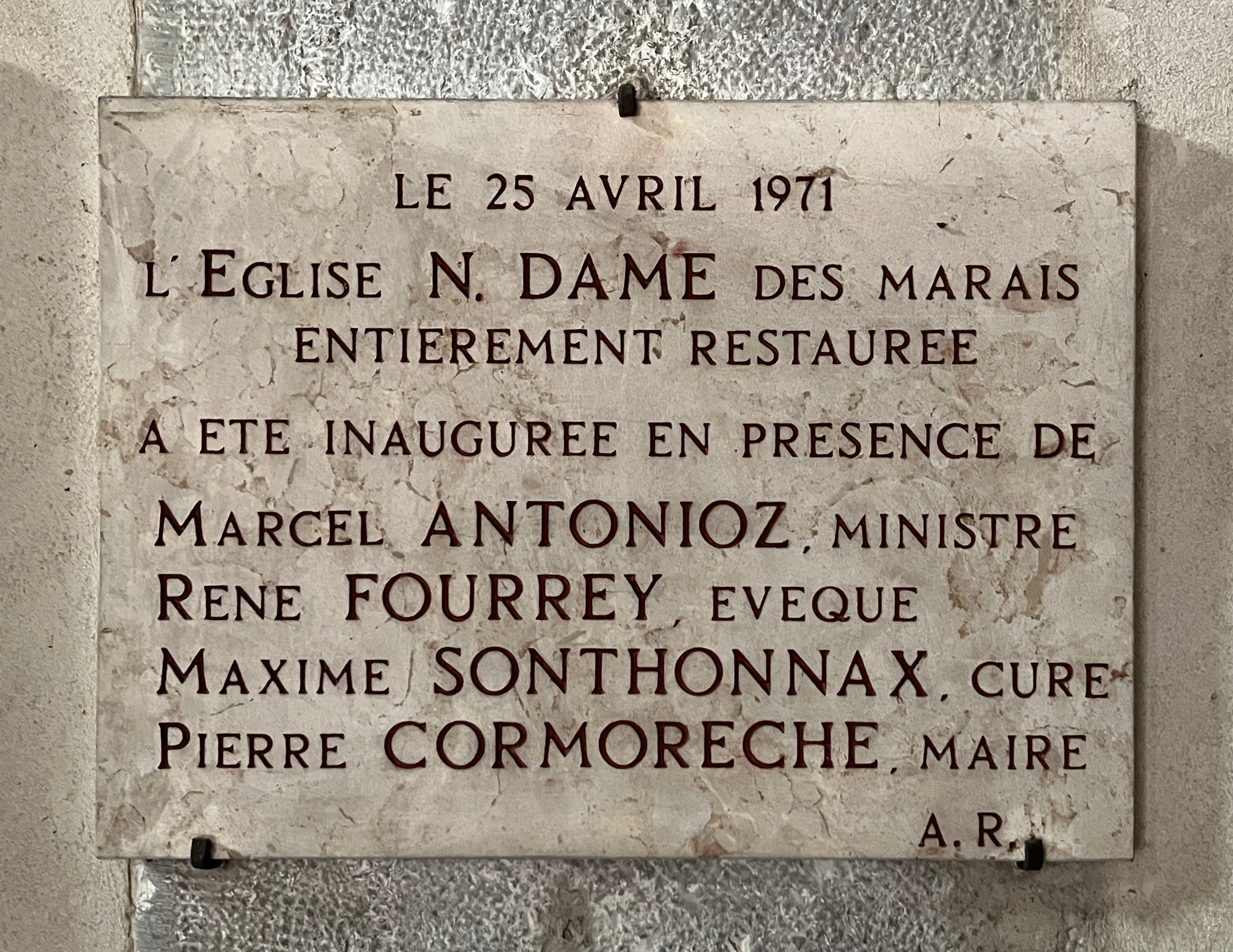
plaque restaurait à l'église de Montluel le 25 avril 1971 en présence de personnalités

René Fourrey (René Fernand Eugène Fourrey pour l'état-civil), né le 30 avril 1901 à Brienon-sur-Armançon (Yonne) et mort le 12 février 1982 à Hauteville (Ain),  est un évêque catholique français, évêque de Belley de 1955 à 1975.

## Carrière
Il est ordonné prêtre le 26 octobre 1924 pour le diocèse de Meaux.
Pie XII le nomme évêque de Belley le 2 juin 1955. Il reçoit la consécration épiscopale le 9 août 1955 des mains de Frédéric Lamy, archevêque de Sens. Il restera à sa charge jusqu'au 17 mai 1975.

## Ouvrages et prix
- La cathédrale d'Auxerre. Les Verrières de la cathédrale d'Auxerre. Dans la cathédrale Saint-Étienne, Prix d’Académie 1936 de l’Académie française.
- Trois martyrs des pontons de Rochefort, Sens, Saint-Sauveur, 1936, prix Juteau-Duvigneaux 1938 de l’Académie française.
- La confidente du Curé d'Ars, Prix Ferrières 1960 de l’Académie française.
- Le curé d’Ars authentique, Paris, A. Fayard, 1964, prix Constant-Dauguet 1965 de l’Académie française.